# Рідні берега (фільм, 1989)
«Рідні берега» (азерб. Doğma Sahillər) — радянський детективно-пригодницький фільм 1989 року.

## Сюжет
На південному кордоні СРСР спільно з сусіднім Іраном ведеться будівництво великого гідровузла. Дії фільму відбуваються на тлі національної проблеми — кордону двох держав, що розділив азербайджанський народ. Картина оповідає про спробу західної розвідки зробити диверсію на побудованій спільно двома державами-сусідами гідроелектростанції. Кордон переходять добре підготовлені агенти, а прикордонникам за допомогою цивільного населення вдається знешкодити мережу ворожої агентури і захопити порушників.

## У ролях
- Таріель Касумов —  полковник Муса Насібов
- Гаміда Омарова —  Зівер
- Расім Балаєв —  полковник Габіб
- Гасан Мамедов —  Нуру
- Гюндуз Аббасов —  Бендалі
- Радівадіс Музик'явічус —  молодий іноземець
- Гюмрах Рагімов —  Амбал
- Лев Пригунов —  підполковник Нестеренко
- Альгімантас Масюліс —  літній іноземець
- Омір Нагієв —  Реззаг
- Енвер Гасанов —  капітан Назаров
- Ельданіз Расулов —  капітан Расулов 
- Мухтар Манієв —  Керім
- Нусрет Кесаманлі —  іранський генерал
- Земфіра Алієва —  Ніна
- Таваккуль Ісмайлов —  Таваккуль

## Знімальна група
- Режисер — Абдул Махмудов
- Сценарист — Ахмед-ага Муганлі
- Оператор — Кенан Мамедов
- Композитор — Аріф Меліков
- Художник — Кяміль Наджафзаде